# Campanha (Minas Gerais)
Campanha is een gemeente in de Braziliaanse deelstaat Minas Gerais. De gemeente telt 15.949 inwoners (schatting 2009).

## Aangrenzende gemeenten
De gemeente grenst aan Cambuquira, Lambari, Monsenhor Paulo, São Gonçalo do Sapucaí en Três Corações.